# Джон Сар Френсіс Ямбасу
Джон Сар Френсіс Ямбасу (англ. John Sahr Francis Yambasu) — сьєрра-леонський дипломат. Надзвичайний і Повноважний Посол С'єрра-Леоне в Україні (з 2011). 
Також Надзвичайний і Повноважний Посол Сьєрра-Леоне в РФ, Чехії, Польщі, Угорщині, Білорусі, Казахстані та інших країнах СНД.
14 червня 2011 року — вручив вірчі грамоти Президенту України Віктору Януковичу